# Dude food
Dude food (en español, comida para tipos o comida para chicos) es una tendencia culinaria que consiste principalmente en platos pesados y carnosos que se cree que atraen a los varones o expresan masculinidad. Los platos como las hamburguesas, los hot dogs o las costillas a la barbacoa pueden considerarse comida «para hombres», aunque las versiones de tales platillos suelen distinguirse con ingredientes gourmet o el uso exagerado de ingredientes como el whisky, la salsa barbacoa, el tocino o el queso.

## Desarrollo
Se cree que la tendencia de la dude food se originó a principios de la década de 2000, probablemente en las regiones del sur de los Estados Unidos. La teoría común es que la tendencia surgió en la creciente popularidad de la gastroneta y la comida callejera, por sus ofertas de comida reconfortante de buena calidad y de fácil acceso. Esta tendencia ente la población masculina se expandió como un fenómeno de las redes sociales y su término asociado se agregó al diccionario Collins en 2016. El dude food ha inspirado un número creciente de literatura académica y no académica con títulos tal como Dude food: A Guy's Guide to Cooking Kick-Ass Food («Dude food: Una guía para chicos sobre cómo cocinar comida espectacular» traducido al español) y Dude food: Recipes for the Modern Guy (Dude Food: recetas para el chico moderno). Las distintas definiciones propuestas de dude food comparten elementos como los estereotipos de género, el predominio de platos pesados de carne y la exclusión de tipos de alimentos vistos como «femeninos».

## Difusión geográfica
Se dice que el fenómeno se originó en América del Norte (específicamente en los Estados Unidos) y, tras su éxito, se ha expandido geográficamente a otros países, llegando a Europa, Oceanía y Asia. Este concepto también llegó al Reino Unido, donde ha influido en una serie de restaurantes inspirados en el dude food que mezclan sus platos nacionales británicos con características de «comida para tipos».
El dude food se consideró una de las tendencias de más rápido crecimiento en el año 2018, llegando pronto también a Japón, influyendo en la cocina saludable habitual a base de arroz y pescado y combinándola con el estilo más pesado y grasoso.

## Publicidad de la cultura «dude food»
La representación del dude food tienden a seguir los roles de género tradicional y pueden analizarse desde una perspectiva visual, teniendo en cuenta cómo se representa la identidad de género en el campo de la comida. Así, los alimentos se consideran parte de aquellos productos que son «generizados en una práctica de dualismo sexual normativo reforzado y mantenido dentro de (…) instituciones culturales de comunicación comercial y segmentación del mercado». Según esto, la publicidad juega un papel importante en la definición de este dualismo en torno a la identidad de género, ya que su lenguaje representa una herramienta que contribuye a la creación y reflexión de las normas sociales.
Un ejemplo de publicidad en Inglaterra es el anuncio de Ginsters (compañía inglesa de alimentos) de un pastel de carne acompañado del hashtag #FeedTheMan, en el que aparece un hombre que cuenta un chiste frente a los jefes de su novia; pero él está hablando de Ginsters, entonces ella no tiene de qué preocuparse, porque es un dude food que pone a todos de acuerdo.
De acuerdo con Lynsey Atkin, las agencias de publicidad y las marcas se han concentrado en una crisis de masculinidad en nuestra sociedad y «en tiempos de inseguridad, las marcas pueden reutilizarse como campeones de todos los hombres, facilitadores de la limpieza machista, por pequeña que sea. En otras palabras, prometer destrezas tradicionales de género, como ser capaz de patear una pelota de fútbol en línea recta, podría ser el equivalente construido por los medios de ayudar a que te crezca la barba. Algunos estereotipos, como el dominio masculino en situaciones sociales, se invocan como una nostalgia (un sueño de hacer deporte y dejarse crecer la barba de antaño)».
En algunos lugares puede ser difícil encontrar un anuncio de hombres comiendo chocolate. Sin embargo, en Canadá existió un anuncio de la barra de chocolate producida por Cadbury, Mr. Big, en la que se sexualiza demasiado el bocadillo y se lo asocia con la virilidad, con el lema «Cuando eres así de grande, te llaman señor».

## Género y alimentación
La carne se considera uno de los ingredientes más importantes de la comida percibida como «masculina», ya que la carne transmite el significado de la masculinidad hegemónica. Así, si la masculinidad se relaciona con la carne, una dieta mayoritariamente vegetariana se interpreta inevitablemente como femenina. No sólo el consumo de carne, sino también las diversas formas en que se cocina, se asocian a una idea específica de masculinidad. Por ejemplo, la carne asada y su consumo siempre se han visto como una actividad bastante masculina. Cada vez hay más literatura que demuestra cómo los tipos de alimentos no saludables se interpretan como masculinos debido a la presencia, en nuestro sistema de creencias, de estereotipos culturales según los cuales los varones tienden a comer de manera menos saludable que las mujeres.
Esta diferenciación también podría atribuirse al envasado de productos alimentarios. Los fuertes estereotipos también están profundamente arraigados en las preferencias de compra de los individuos. La base cultural de estos estereotipos con respecto a la elección de alimentos y la percepción de género es el deseo de parte de nuestro sistema social de proteger y mantener sus normas masculinas hegemónicas. El interés por la «comida para varones» está llevando a las personas a reconsiderar las razones detrás de la elección de alimentos y por qué se debe disfrutar.